# Eusébiens
Le terme Eusébiens est utilisé par Athanase d'Alexandrie pour désigner les partisans d'Eusèbe de Nicomédie.
Depuis la mort d'Arius en 336, Eusèbe s'est quelque peu distancé de la position extrême de ce dernier au sujet de la place subordonnée du Fils par rapport au Père. Une grande partie des évêques orientaux, du vivant d'Athanase, l'ont suivi dans cette forme mitigée d'anti-nicéisme, qui prendra plus tard dans le IVe siècle le nom d'homéisme.